# Explorer 28
Explorer 28 (również: Interplanetary Monitoring Platform IMP-C) – amerykański satelita naukowy programu Explorer, trzeci z serii Interplanetary Monitoring Platform. Wykonywał badania przestrzeni międzyplanetarnej, plazmy, promieni kosmicznych, pól magnetycznych i cząstek energetycznych w polach magnetycznych.
Początkowa prędkość obrotowa statku wynosiła 23,7 obrotu na minutę. Oś obrotu skierowana była na punkt na sferze niebieskiej o współrzędnych 64,9° rektascensji i -10,9° deklinacji. Normalna sekwencja danych telemetrii trwała 81,9 sekundy i składała się z 795 bitów. Co 3 takie sekwencje następowała sekwencja danych z magnetometru na parach rubidu, o tej samej długości. 
Satelita działał normalnie do końca kwietnia 1967, potem z przerwami do 12 maja 1967. Wtedy też odebrano ostatnie dane.

## Ładunek
- Próbnik elektrostatyczny
- Magnetometr typu fluxgate, na parach rubidu
- Eksperyment badania energii i zasięgu promieni kosmicznych
- Detektor promieni kosmicznych
- Komora jonizacyjna i liczniki Geigera-Mullera
- Detektor protonów wiatru słonecznego
- Klatka Faradaya